# Омелютинська вулиця
Омелю́тинська ву́лиця — вулиця в Печерському районі міста Києва, місцевості Звіринець, Бусове поле. Пролягає від Звіринецької вулиці до Садово-Ботанічної вулиці.

## Історія
Вулиця виникла в другій половині XIX століття, під назвою Омелютинська, від прізвища домовласника Омелютина (Омелюти). Малоповерхова садибна забудова вздовж вулиці зафіксована ще на мапах Києва 1925 року.
З 1940 року мала назву вулиця Сєдовців (назву також було підтверджено 1944 року).
Історичну назву відновлено 2018 року.